# Галкин, Александр Алексеевич
Алекса́ндр Алексеевич Га́лкин (12 февраля 1928, д. Челкасы, Чувашская АССР — 9 апреля 2002, Чебоксары) — чувашский поэт, прозаик и переводчик.
С 1963 года был членом Союза писателей СССР. Заслуженный работник культуры Чувашской АССР (1977), народный поэт Чувашии (1997).

## Биография
В 1953 году окончил Чувашский государственный педагогический институт.
Трудился редактором в Чувашском книжном издательстве, главным редактором журнала «Тӑван Атӑл», заведующим литературным отделом журнала «Капкӑн».
Скончался Александр Алексеевич в Чебоксарах 9 апреля 2002 года. Родственники — Лев Ландышев.

## Работы
Реализовал себя в поэзии, прозе и баснях. Много переводил: перевёл на чувашский язык произведения А. Пушкина, М. Горького, А. Серафимовича, Т. Шевченко, С. Есенина, М. Шолохова, М. Пришвина, В. Бианки, С. Михалкова и др. Писал для детей.
Вышло 30 книг:
- «Пĕчĕк ĕçченсем» — Маленькие труженики (1958);
- «Сурăм шарлакĕсем» — Водопады Сормы (1961);
- «Хăрушă тĕлĕк» — Страшный сон (1969);
- «Пурнăçра — пĕр мыскара» — Жизнь — одна забава
- «Сĕрен кĕперĕ умĕнче»
- «Тӑван тавралăхра» — В родных краях
- «Кукăр пăшал» — Кривое ружьё
- «Сиплĕ сăмах» -
- «Вăйăран вăкăр» -
- «Туссем»- Друзья
- «Хĕвел тухсан» — Когда солнце всходит
- «Хаваслă ачасем» — Радостные дети

5 книг выпущено на русском, 1 книга татарском языках.
На его стихи сложено более 200 песен:
- «Шупашкар каçĕсем» (Чебоксарские ночи)
- «Кăвак чечексем» (Голубые цветочки)
- «Санпа кăна» (Лишь с тобой)
- «Сурăмпала Выла хушшинче» («Между Сормой и Вылой» — гимн Аликовского района Чувашии)
- «Аннене» (Матери)
- «Çĕмĕртсем ларсассăн çеçкене» (Когда цветёт черёмуха)
- «Мĕн кирлĕ-ши» (Что же нужно)

## Память
- Памятная доска на стене дома, где жил поэт (Чебоксары)